# محمدحسین عظیمی
محمدحسین عظیمی (زادهٔ خرداد ۱۳۶۵ در نطنز) سیاستمدار ایرانی و دبیرکل جبهه ایران اسلامی است. او از چهره‌های شناخته‌شدهٔ جناح اصولگرایان محسوب می‌شود و در انتخابات‌های ریاست‌جمهوری از حامیان سید ابراهیم رئیسی بود.

## زندگی‌نامه

### کودکی و نوجوانی
محمدحسین عظیمی در خرداد ۱۳۶۵ در شهر نطنز زاده شد. خانوادهٔ او از فعالان سیاسی در دوران انقلاب اسلامی بودند و عموی او، اکبر عظیمی، در کشتار ۱۷ شهریور ۱۳۵۷ کشته شد.

## فعالیت‌های سیاسی

### تأسیس جبهه مردمی حامیان انقلاب اسلامی
او در سال‌های نخست دههٔ ۱۳۸۰ به همراه جمعی دیگر، جبهه مردمی حامیان انقلاب اسلامی را پایه‌گذاری کرد که بعدها به جبهه ایران اسلامی تغییر نام داد.

### دبیرکلی جبهه ایران اسلامی
وی از سال ۱۳۸۷ به عنوان دبیرکل این تشکل انتخاب شد و در دوره‌های بعدی نیز در این سمت باقی ماند.

### انتخابات مجلس یازدهم
در انتخابات مجلس یازدهم (۱۳۹۸)، جبهه ایران اسلامی توانست با معرفی نامزدهای مستقل، تعدادی کرسی را به دست آورد.

## مواضع سیاسی

### مخالفت با برجام
عظیمی از منتقدان برجام بود و در سال ۱۳۹۲ در مصاحبه‌ای با خبرگزاری فارس، از روند مذاکرات هسته‌ای انتقاد کرد.

### ماجرای مهسا امینی
وی در پی حوادث پس از مرگ مهسا امینی، این رویداد را ناشی از سوءمدیریت دانست و خواستار بررسی دقیق‌تر آن شد.

## فعالیت‌های اجرایی
برخی از سوابق اجرایی او عبارتند از:
- مشاور جوانان رئیس‌جمهور (دورهٔ حسن روحانی)
- عضو هیئت‌رئیسه کمیسیون فرهنگی مجلس شورای اسلامی